# Espacio-tiempo anti de Sitter

Imagen del espacio (1 + 1) -dimensional anti-de Sitter incrustado en un espacio plano (1 + 2) -dimensional. Los ejes t_{1}- y t_{2} se encuentran en el plano de simetría rotacional, y el eje x_{1} es normal a ese plano. La superficie incrustada contiene curvas cerradas de tipo temporal que giran alrededor del eje x_{1}, aunque éstas pueden eliminarse "desenrollando" la incrustación (más precisamente tomando la cubierta universal).

En cosmología, el espacio-tiempo anti-de Sitter de n dimensiones, denotado como AdSn, es una variedad Lorentziana maximalmente simétrica, que además tiene una curvatura escalar constante y negativa. El espacio-tiempo de Sitter es similar pero con una curvatura constante y positiva. Tanto el espacio-tiempo anti-de Sitter como el espacio-tiempo de Sitter deben su nombre a Willem de Sitter (1872-1934), profesor de astronomía en la Universidad de Leiden y director del Observatorio de Leiden. Willem de Sitter y Albert Einstein trabajaron juntos en los años 1920 en Leiden sobre la estructura del espacio-tiempo del universo.
Los espacios localmente euclídeos de curvatura constante son más familiares en el caso de dos dimensiones. Por ejemplo la superficie de una esfera es una superficie localmente euclídea de curvatura positiva constante, un plano liso o euclidiano es otro ejemplo de superficie de curvatura constante, sólo que con curvatura cero. Finalmente el plano hiperbólico es una superficie de curvatura negativa constante. Los espacios-tiempo de Sitter y anti-de Sitter se basan en estas tres construcciones de curvatura constante, pero en un número arbitrario de dimensiones. La teoría de la relatividad coloca el espacio y el tiempo en pie de igualdad, de modo que se considera la geometría de un espacio-tiempo unificado en vez de considerar el espacio y el tiempo por separado. Los casos de espacio-tiempo de curvatura constante son el espacio de Sitter (positivo), el espacio-tiempo de Minkowski (cero) y el espacio anti-de Sitter (negativo). Como tales, son soluciones exactas de las ecuaciones de campo de Einstein para un universo vacío con una constante cosmológica positiva, cero o negativa, respectivamente.
El espacio anti-de Sitter se generaliza a cualquier número de dimensiones del espacio. En las dimensiones superiores, es mejor conocido por su papel en la correspondencia AdS/CFT, lo que sugiere que es posible describir una fuerza en la mecánica cuántica (como el electromagnetismo, la fuerza débil o la fuerza fuerte) en un cierto número de dimensiones (Por ejemplo cuatro) con una teoría de cuerdas donde las cuerdas existen en un espacio anti-de Sitter, con una dimensión adicional.

## Explicación no técnica
Esta explicación no técnica define primero los términos usados en el material introductorio de esta entrada. Luego, describe brevemente la idea subyacente de espacio-tiempo de forma similar a la relatividad general. Luego se discute cómo el espacio de Sitter describe una variante distinta del espacio-tiempo ordinario de la relatividad general (llamado espacio de Minkowski) relacionado con la constante cosmológica, y cómo el espacio anti-de Sitter difiere del espacio de Sitter. También explica que el espacio de Minkowski, el espacio de Sitter y el espacio anti-de Sitter, tal como se aplican a la relatividad general, pueden ser considerados como encajados en un espacio-tiempo plano de 5 dimensiones. Finalmente, ofrece algunas advertencias que describen en términos generales cómo esta explicación no técnica falla en capturar el detalle completo del concepto matemático.

### Términos técnicos traducidos
Una variedad lorentziana máximalmente simétrica es un espacio-tiempo en el que ningún punto en el espacio y el tiempo puede ser distinguido de ninguna manera de otro, y (siendo lorentziano) la única manera en que una dirección (o tangente a un camino en un punto del espacio-tiempo) puede distinguirse es si es de tipo espacial, si es de tipo luz o si es de tipo temporal. El espacio de la relatividad especial (espacio de Minkowski) es un ejemplo.
Una curvatura escalar constante significa, como la gravedad en la relatividad general, una distorsión del espacio-tiempo que tiene una curvatura descrita por un solo número que es el mismo en todas partes en el espacio-tiempo en ausencia de materia o energía.
Curvatura negativa significa curvado hiperbólicamente, como una superficie de silla de montar o la superficie del cuerno de Gabriel, similar a la de una campana de trompeta. Podría ser descrito como el "opuesto" de la superficie de una esfera, que tiene una curvatura positiva.

### Espacio de Sitter en la relatividad general
El espacio de Sitter implica una variación de la relatividad general en la que el espacio-tiempo es ligeramente curvado en ausencia de materia o energía. Esto es análogo a la relación entre la geometría euclidiana y la geometría no euclidiana.
Una curvatura intrínseca del espacio-tiempo en ausencia de materia o energía es modelada por la constante cosmológica en la relatividad general. Esto corresponde al vacío que tiene una densidad de energía y presión. Esta geometría del espacio-tiempo da como resultado que geodésicas de tiempo inicialmente paralelas diverjan, con secciones espaciales que tienen curvatura positiva.

### El espacio anti-de Sitter se distingue del espacio de Sitter
Un espacio anti-de Sitter en relatividad general es similar a un espacio de Sitter, excepto con el signo de la curvatura cambiado. En este caso, en ausencia de materia o energía, la curvatura de secciones espaciales es negativa, lo que corresponde a una geometría hiperbólica, y las geodésicas de tiempo inicialmente paralelas eventualmente se intersectan. Esto corresponde a una constante cosmológica negativa (que no coincide con las observaciones cosmológicas). Aquí, el espacio vacío tiene una densidad de energía negativa pero una presión positiva.
En un espacio anti-de Sitter, como en un espacio de Sitter, la curvatura inherente del espacio-tiempo corresponde a la constante cosmológica.

### Espacio de Sitter y espacio anti-de Sitter vistos como encajados en cinco dimensiones
Como se señaló arriba, la analogía utilizada anteriormente describe la curvatura de un espacio bidimensional causada por la gravedad en la relatividad general en un espacio de encaje tridimensional que es plano, al igual que el espacio de Minkowski de la relatividad especial. El encaje de los espacios de Sitter y anti-de Sitter planos de cinco dimensiones permite determinar las propiedades de los espacios encajados. Las distancias y ángulos dentro del espacio encajado pueden determinarse directamente a partir de las propiedades más simples del espacio plano de cinco dimensiones.
Mientras que el espacio anti-de Sitter no corresponde a la gravedad en la relatividad general con la constante cosmológica observada, se cree que un espacio anti-de Sitter corresponde a otras fuerzas en la mecánica cuántica (como el electromagnetismo, la fuerza nuclear débil y la fuerza nuclear fuerte) . Esto se llama la correspondencia AdS/CFT.

## Descripción matemática
Así como los espacios esféricos e hiperbólicos pueden ser visualizados por una encaje isométrico en un espacio euclídeo plano de una dimensión superior (como la esfera y pseudoesfera respectivamente), el espacio-tiempo anti-de Sitter puede visualizarse como el análogo lorentziano de una esfera en un espacio de una dimensión adicional. La dimensión extra es temporal. En lo que sigue adoptamos la convención de que la métrica en dirección temporal es negativa (conveción {\displaystyle -+++}).

Imagen de (1 + 1)-espacio anti-de Sitter dimensional incrustado en plano (1 + 2)-espacio dimensional. Los ejes t_{1}- y t_{2} se encuentran en el plano de simetría rotacional, y el eje x_{1} es normal a ese plano. La superficie incrustada contiene curvas cerradas en forma de tiempo que rodean el eje x_{1}, aunque estas pueden eliminarse "desenrollando" la incrustación (más precisamente, tomando la cubierta universal).

El espacio-tiempo anti-de Sitter de la firma ( p, q) puede entonces estar isométricamente incrustado en el espacio {\displaystyle \mathbb {R} ^{p,q+1}} con coordenadas ( x1, . .., xp, t1, ..., tq+1) y el métrico
{\displaystyle ds^{2}=\sum _{i=1}^{p}dx_{i}^{2}-\sum _{j=1}^{q+1}dt_{j}^{2}}
como la cuasi-esfera
{\displaystyle \sum _{i=1}^{p}x_{i}^{2}-\sum _{j=1}^{q+1}t_{j}^{2}=-\alpha ^{2},}
donde {\displaystyle \alpha } es una constante no nula con dimensiones de longitud (el radio de curvatura). Se trata de una esfera (generalizada) en el sentido de que es un conjunto de puntos para los que la "distancia" (determinada por la forma cuadrática) desde el origen es constante, pero visualmente es un hiperboloide, como en la imagen mostrada.